# Rong’an (sockenhuvudort i Kina, Sichuan Sheng, lat 32,53, long 101,60)
Rong'an (kinesiska: 茸安, Rong’an, 茸安乡) är en sockenhuvudort i Kina. Den ligger i provinsen Sichuan, i den sydvästra delen av landet, omkring 310 kilometer nordväst om provinshuvudstaden Chengdu. Antalet invånare är 2 854. Befolkningen består av 1 458 kvinnor och 1 396 män. Barn under 15 år utgör 30 %, vuxna 15-64 år 61 %, och äldre över 65 år 7,0 %.
Runt Rong'an är det mycket glesbefolkat, med 7 invånare per kvadratkilometer. Rong'an är det största samhället i trakten. Trakten runt Rong'an består i huvudsak av gräsmarker.
Genomsnittlig årsnederbörd är 983 millimeter. Den regnigaste månaden är juni, med i genomsnitt 200 mm nederbörd, och den torraste är december, med 3 mm nederbörd.